# Рор-ин-Нидербайерн
Рор-ин-Нидербайерн (нем. Rohr in Niederbayern) — ярмарочная община в Германии, в Республике Бавария.
Община расположена в правительственном округе Нижняя Бавария в районе Кельхайм. Население составляет 3250 человек (на 31 декабря 2010 года). Занимает площадь 54,16 км².
Ярмарочная община подразделяется на 15 сельских округов.

## Население
По оценке на 31 декабря 2015 года население общины Рор-ин-Нидербайерн составляет 3369 чел. 

| Дата      | 1840 | 1871 | 1900 | 1925 | 1939 | 1950 | 1961 | 1970 | 1987 | 2011 |
| --------- | ---- | ---- | ---- | ---- | ---- | ---- | ---- | ---- | ---- | ---- |
| Население | 2062 | 2624 | 2628 | 2818 | 2663 | 3771 | 2958 | 3010 | 2956 | 3222 |

| Год       | 1960 | 1970 | 1980 | 1990 | 2000 | 2009 | 2010 | 2011 | 2012 | 2013 | 2014 | 2015 |
| --------- | ---- | ---- | ---- | ---- | ---- | ---- | ---- | ---- | ---- | ---- | ---- | ---- |
| Население | 3001 | 2951 | 2920 | 2988 | 3333 | 3293 | 3250 | 3215 | 3221 | 3244 | 3297 | 3369 |